# (30110) Lisabreton
(30110) Lisabreton est un astéroïde de la ceinture principale.

## Description
(30110) Lisabreton est un astéroïde de la ceinture principale. Il fut découvert par l'observatoire Lincoln travaillant sur le programme LINEAR le 29 mars 2000 à Socorro. Il présente une orbite caractérisée par un demi-grand axe de 2,21 UA, une excentricité de 0,0911 et une inclinaison de 8,48° par rapport à l'écliptique.
Il fut nommé en hommage à Lisa Breton, lauréate d'un concours.

## Compléments